# Frostbite Engine
Frostbite Engine è il motore grafico sviluppato da DICE per la serie di sparatutto in prima persona Battlefield.
È diventato nel tempo uno dei migliori motori grafici degli ultimi anni, al pari di Unreal Engine, Unity e CryENGINE.

## Versioni

### Frostbite 1.0
La prima versione del motore grafico ha debuttato nel 2008 con Battlefield: Bad Company, ed era funzionante esclusivamente sulle console di settima generazione, PlayStation 3 ed Xbox 360. Era dotato di HDR Audio, in grado di generare gli echi negli spazi chiusi e di regolare i diversi tipi di intensità dei suoni e permettere di sentire quelli più determinanti in modo chiaro, anche se vi fossero altri rumori sovrapposti.
Si avvaleva inoltre del Destruction 1.0 che permetteva di simulare in maniera realistica la distruzione di alcuni oggetti, come le pareti.

### Frostbite 1.5
La seconda versione del Frostbite è arrivata con Battlefield 1943. Il Destruction 2.0 ora permette di distruggere interi edifici, invece delle singole pareti. Nel 2010, DICE ha distribuito Battlefield: Bad Company 2, rendendo il Frostbite 1.5 compatibile con Windows aggiungendo inoltre una semi-compatibilità con le librerie DirectX11.
La componente multiplayer di Medal of Honor utilizza anche questa versione del motore grafico, anche se l'optional Destruction 2.0 è stato notevolmente ridotto.

### Frostbite 2
Il Frostbite 2 è stato sviluppato per Battlefield 3 nel 2011. Con questa versione, DICE, ha compiuto notevoli progressi ed ha migliorato gli aspetti di animazione, rendering e audio. Altro importante aspetto che è stato migliorato è la distruttibilità in-game, la Destruction 3.0, ed è stato fatto un abbondante utilizzo di tecnologia Radiosity. La compatibilità con le librerie DirectX11 è stata resa completa.
Particolare lavoro è stato svolto per rendere questa versione del Frostbite notevolmente progredita sull'architettura della console PlayStation 3, grazie all'implementazione dell'effetto mosso, HDRI, filtro antialiasing di tipo MLAA, assenti su Xbox 360.
Il Frostbite 2 è stato utilizzato recentemente anche per Medal of Honor: Warfighter , Need for Speed: The Run e per Army of Two: The Devils Cartel.

### Frostbite 3
Il Frostbite 3 è stato sviluppato sin dalla fine del 2011 per diversi giochi PC, Xbox 360, Xbox One, PlayStation 3 e PlayStation 4 pubblicati da Electronic Arts, la cui uscita fu prevista a partire dall'autunno 2013.
Rispetto al predecessore offre migliore tassellazione, distruttibiltà su larga scala anche in modalità multigiocatore grazie alla tecnologia Destruction 4.0, movimento delle onde sincronizzato per tutti i giocatori e migliori animazioni dei personaggi.
Il motore grafico non si limita alle librerie DirectX 11, ma sfrutta anche le 11.1 di Windows 8. Oltre alle API di DirectX sono state anche implementate quelle di AMD Mantle, entrate in funzione per la prima volta con Battlefield 4. Viene anche utilizzato per altri giochi EA come Need for Speed: Rivals, Mirror's Edge Catalyst, Dragon Age: Inquisition, Plants vs. Zombies: Garden Warfare, Star Wars: Battlefront, il quarto capitolo della saga di Mass Effect, Mass Effect: Andromeda, e il quindicesimo capitolo di Battlefield, Battlefield 1. Anche la simulazione sportiva di EA, FIFA 21, utilizza il Frostbite.

### Frostbite 4
Il Frostbite 4 ha debuttato per la prima volta con Battlefield 2042, e in seguito con il remake di Dead Space.